# Peter Pucher
Peter Pucher (* 12. August 1974 in Prešov, Tschechoslowakei) ist ein ehemaliger slowakischer Eishockeyspieler. 

## Karriere
Peter Pucher begann seine Karriere beim HK Prešov, für den er in der Spielzeit 1993/94 in der slowakischen Extraliga debütierte. 1995 wechselte er zum HK Poprad und entwickelte sich dort zu einem Leistungsträger, so dass er ein Jahr später vom slowakischen Topklub HC Košice unter Vertrag genommen wurde. In den folgenden drei Jahren stand er für Košice auf dem Eis und wurde mit seinem Verein 1999 Slowakischer Meister. Nach diesem Erfolg wurde er zusammen mit Marek Uram vom tschechischen Aufsteiger HC Znojemští Orli unter Vertrag genommen, für die er in den folgenden acht Jahren über 350 Spiele in der tschechischen Extraliga absolvierte. Mitte der Spielzeit 2006/07 wechselte er von Znojmo zum HC Moeller Pardubice, mit dem er am Ende der gleichen Spielzeit tschechischer Vizemeister wurde. Im März 2009 wurde Pucher vom HC Pardubice an den HC Kometa Brno ausgeliehen, um die Playoffs der 1. Liga zu bestreiten. Mit Brno scheiterte er am Aufstieg in die Extraliga, jedoch erwarb Kometa eine Extraligalizenz. Pucher blieb beim HC Kometa und absolvierte 15 Spiele für den Verein, bevor er im November 2009 in sei  Heimatland zurückkehrte und vom HKm Zvolen unter Vertrag genommen wurde.
Zur Saison 2011/12 wurde Pucher von seinem Ex-Verein aus Znojmo verpflichte, der inzwischen unter dem Namen Orli Znojmo am Spielbetrieb der Österreichischen Eishockey-Liga teilnahm. Dort gehörte er über viele Jahre zu den Leistungsträgern und erreichte im April 2016 das Playoff-Finale der EBEL.
Ab 2017 spielte er beim HC Moravske Budejovice 2005 in der dritten tschechischen Spielklasse, der 2. česká hokejová liga, anschließend beim HC Vajgar Jindřichův Hradec und erneut bei seinem Heimatverein. Seit 2019 gehört er zudem zum Trainerstab des HC Vajgar Jindřichův Hradec.

### International
Peter Pucher gehörte dem Kader der slowakischen Nationalmannschaft bei sieben Weltmeisterschaften an. Seine erste Weltmeisterschaft bestritt er 1994, als die slowakische Auswahl den Aufstieg aus der Division II in die Division I schaffte. Es folgten weitere WM-Teilnahmen 1997, 1999, 2000,  2001, 2002 und 2005, wobei er 2000 die Silbermedaille gewann und 2002 Weltmeister wurde. Insgesamt absolvierte Pucher bisher 144 Länderspiele, in denen er 24 Tore erzielte.

## Erfolge und Auszeichnungen
- 1999 Slowakischer Meister mit dem HC Košice
- 2000 Gewinn der Silbermedaille bei der Weltmeisterschaft
- 2002 Gewinn der Goldmedaille bei der Weltmeisterschaft
- 2007 Tschechischer Vizemeister mit dem HC Moeller Pardubice
- 2016 Vizemeister der EBEL mit Orli Znojmo

## Karrierestatistik

### International
(Legende zur Spielerstatistik: Sp oder GP = absolvierte Spiele; T oder G = erzielte Tore; V oder A = erzielte Assists; Pkt oder Pts = erzielte Scorerpunkte; SM oder PIM = erhaltene Strafminuten; +/− = Plus/Minus-Bilanz; PP = erzielte Überzahltore; SH = erzielte Unterzahltore; GW = erzielte Siegtore; 1 Play-downs/Relegation; Kursiv: Statistik nicht vollständig)